# Tarcza (kolor w kartach)

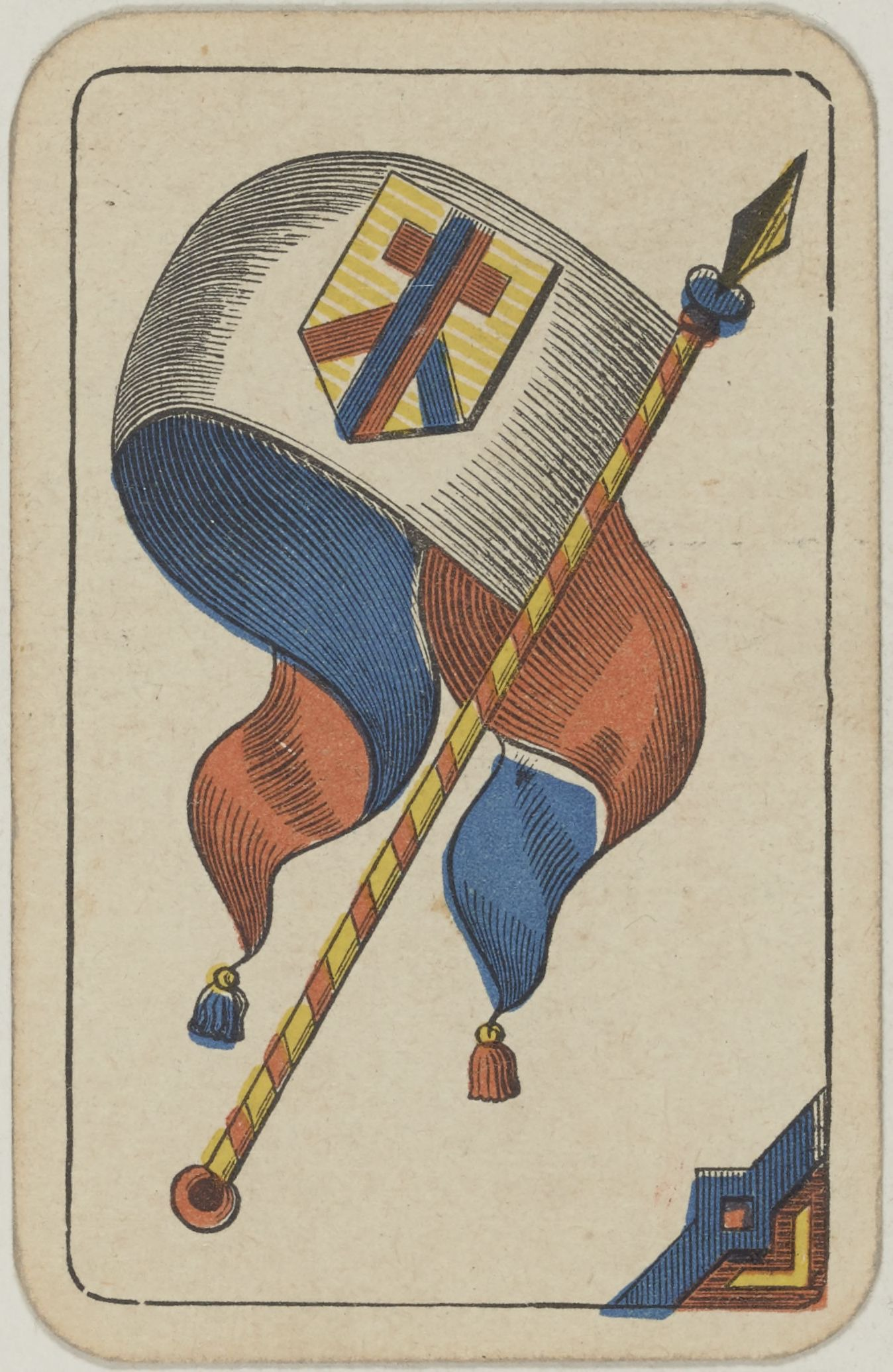
Chorągiew tarczy

 Tarcza – jeden z czterech kolorów w kartach wzoru szwajcarskiego. 
Jego odpowiednikiem w kartach francuskich jest pik. 